# Alessandra Mele
Alessandra Watle Mele (5 de setembre del 2002), més coneguda com Alessandra, és una cantautora noruegoitaliana.
Alessandra va néixer a Pietra Ligure (Itàlia) d'un pare italià d'Albenga i d'una mare noruega de Stathelle i va créixer a Cisano sul Neva. Quan tenia sis anys, va començar clases de piano i cant. Als 12 anys, va guanyar el concurs de talent local VB Factor. Després d'acabar el batxilleriat, es va mudar a casa dels seus avis a Noruega i després a Lillehammer per estudiar a Lillehammer Institute of Music Production and Industries (LIMPI).

## Carrera

### The Voice
El 2022 Alessandra va participar en la setena edició de The Voice – Norges beste stemme, la versió noruega de The Voice. Després dels Blind Auditions, va elegir el jutge Espen Lind. Va ser eliminada durant els shows en viu.

### Festival de la Cançó d'Eurovisió
El 2023 va participar en Melodi Grand Prix, la preselecció noruega per al Festival de la Cançó d'Eurovisió. Va guanyar amb la cançó Queen of Kings i representarà Noruega en el Festival de la Cançó d'Eurovisió 2023, que se celebrarà en la ciutat britànica de Liverpool.